# John Wisdom
Ne pas confondre avec son cousin, le philosophe John Oulton Wisdom (1908-1993).
Pour les articles homonymes, voir Wisdom.
Arthur John Terence Dibben Wisdom, né le 12 septembre 1904 à Leyton - mort le 9 décembre 1993 à Cambridge, généralement appelé John Wisdom, est un important philosophe britannique considéré comme un philosophe du langage ordinaire, un philosophe de l'esprit et un métaphysicien. Il a été influencé par G.E. Moore, Ludwig Wittgenstein et Sigmund Freud et en retour a expliqué et développé leurs travaux.

## Biographie
Il ne doit pas être confondu avec son cousin le philosophe John Oulton Wisdom (1908-1993) qui partageait son intérêt pour la psychanalyse.
Avant la publication posthume des Investigations philosophiques en 1953, les textes de Wisdom étaient l'une des rares sources d'information publiées sur la philosophie du second Wittgenstein.
Son article Philosophical Perplexity a été décrit comme « quelque chose comme un point de repère dans l'histoire de la philosophie » étant « le premier qui incarne entièrement la nouvelle vision philosophique ».
Selon David Pole, « dans certaines directions au moins, Wisdom développe le travail de Wittgenstein plus que lui-même et fait face à ses conséquences de manière plus explicite ».
Wisdom passe l'essentiel de sa carrière de professeur au Trinity College à Cambridge puis est professeur de philosophie à l'université de Cambridge. Vers la fin de sa carrière, il est nommé professeur de philosophie à l'université de l'Oregon. Il est président de l'Aristotelian Society (en) de 1950 à 1951.
Sa célèbre parabole du jardinier invisible (en) est une dialectique relative à l'existence ou l'absence de Dieu.
Il a été incinéré et ses cendres sont conservées au Ascension Parish Burial Ground (en) à Cambridge.

## Principaux écrits
- Interpretation and Analysis. (1931)
- Problems of Mind and Matter. (1934)
- Philosophical Perplexity. Proceedings of the Aristotelian Society, 1936-37.
- Other Minds. (1952)
- Philosophy & PsychoAnalysis. (1953)
- Paradox and Discovery. (1965)
- Proof and Explanation (The Virginia Lectures 1957). (1991)

## Citation
« Si on me demandait de répondre, en une phrase, à la question « Quelle est la plus grande contribution de Wittgenstein à la philosophie », je répondrais « avoir posé la question « Peut-on jouer aux échecs sans la reine? » ».

## Source de la traduction
- (en) Cet article est partiellement ou en totalité issu de l’article de Wikipédia en anglais intitulé « John Wisdom » (voir la liste des auteurs).